# Forest Glen Park (Maryland)
 (avril 2023).
Si vous disposez d'ouvrages ou d'articles de référence ou si vous connaissez des sites web de qualité traitant du thème abordé ici, merci de compléter l'article en donnant les références utiles à sa vérifiabilité et en les liant à la section « Notes et références ».
 (mai 2023).
Forest Glen Park est une communauté non constituée en municipalité du comté de Montgomery, dans l'État du Maryland aux États-Unis, et un quartier résidentiel situé dans le census-designated place de Silver Spring. La communauté est adjacente à Rock Creek, au parc régional de Rock Creek, et à l'annexe Forest Glen de l'armée de terre des États-Unis.

## Histoire
Forest Glen Park et le Forest Inn du National Park Seminary à proximité sont développés dans les années 1880, lorsque la zone est aménagée par la Forest Glen Improvement Company. La communauté est créée en 1887 comme l'une des premières subdivisions résidentielles du comté de Montgomery. Elle se développe en raison de la croissance de Washington, DC et de sa proximité avec le siège de la branche Métropolitaine de la Baltimore and Ohio Railroad. Forest Glen Park se compose initialement de maisons d'été et de chalets centrés autour du Forest Inn. Plus tard, des résidences victoriennes et du début au milieu du XXe siècle sont construites. Le Forest Inn devient une partie du National Park Seminary en 1894, qui est renommé National Park College en 1937. Le lieu est acquis par l'armée américaine en 1942, après quoi la propriété du séminaire est devient une partie de l'annexe Forest Glen. En 2004, le National Park Seminary est transformé en un complexe résidentiel.

## Situation
Forest Glen Park est une communauté non constitué en municipalité dans le census-designated place de Silver Spring et est centrée autour d'une intersection, où les avenues Forsythe, Wilton, Woodley, et Woodstock se croisent,
La communauté est située dans des collines boisées à l'est immédiat de Rock Creek et du parc régional de Rock Creek,.